# 齐物
齐物是中國先秦时期道家思想术语。指超越万物差别，明白宇宙万物為一體的道理（“天地与我并生，万物与我为一”）。是达到逍遥境界的方法。思想主要陳述於《莊子》內篇的齊物論。齊物思想對後來的中國哲學，尤其是魏晉玄學影響非常之巨大。
莊子認為人類意識的病態使人們將注意力聚集於變幻無窮的周邊世界中，人們的喜好厭惡，對錯的是非觀通過各種形式變得固定起來，即使人正在與周邊世界的有限存在一樣步向死亡中，也仍然執迷不悟。這就是「齊物」思想的起源，即對所有有限存在的絕對公平認識，超越事物間的差別，避免用是非、大小、好壞等主觀傾向看外物，打破人以自我為中心的精神限制，達到萬物齊一的境界，這是莊子哲學的顛峰之處。莊子深刻的認識到人與其他自然萬物不同，只需要互相貶斥對方是「錯誤的」，就能對同一件事有完全不同的意見（當時儒家與墨家間的衝突便是最好的證據，莊子對此表示了相當的失望），然而同存於「道」中，又有什麼能是「正確」或「錯誤」的呢？